# Pareulepis hamifera
Pareulepis hamifera är en ringmaskart som först beskrevs av Grube 1875.  Pareulepis hamifera ingår i släktet Pareulepis och familjen Eulepethidae. Inga underarter finns listade i Catalogue of Life.